# Christoph Saurer
Christoph Saurer (født 22. januar 1986 i Wien) er en østrigsk fodboldspiller, der spiller som midtbanespiller hos SC Mannsdorf. Tidligere har han repræsenteret Austria Wien, Rapid Wien og LASK Linz. Derudover har han været en tur til SC Wiener Neustadt som lejesvend.

## Landshold
Saurer har (pr. april 2018) spillet én kamp for det østrigske landshold, som han debuterede for den 11. februar 2009 i en venskabskamp mod Sverige. 